# Кейн (река)
Кейн (англ. Cane River фр. Rivière aux Cannes) — река (длина 48 км), образованная одним из притоков реки Ред-Ривер, протекающая в приходе Накитош, штата Луизиана.
Бассейн реки считается родиной многонационального сообщества креолов «Creoles of color», центрами которого считаются Национальные исторические памятники США: плантация Мелроуз и церковь св. Августина (Isle Brevelle).
Известность эта река приобрела в промежуток времени между 1966 г. и 1979 г. благодаря хорошо известному в США любителю отдыха на природе Гритсу Грешему (Grits Gresham) (1922—2008), ведущему передачи ABC Американский спортсмен (The American Sportsman) и автору множества книг и газетных заметок об охоте, рыбной ловле и оружии.